# In shā' Allāh
Insha'Allah (tiếng Ả Rập: إِنْ شَاءَ ٱللَّٰهُ, ʾin šāʾ -llāh), còn được phiên âm thành InshAllah hay Inshallah, là một cách diễn đạt hay thành ngữ bằng tiếng Ả Rập có nghĩa là "nếu Allah (Thượng đế) muốn như thế" hoặc "theo ý muốn của Allah". Nó thường được các tín đồ Hồi giáo cũng như những người Ả Rập theo Thiên Chúa giáo hay Do Thái giáo sử dụng khi nói đến một sự kiện xảy ra trong tương lai. Ngoài việc được sử dụng trong tiếng Ả Rập ra thì nó cũng được sử dụng rộng rãi trong các ngôn ngữ khác, nhưng đa phần dưới các cách viết khác nhau. Nó thể hiện niềm tin rằng không có gì xảy ra trừ khi Allah muốn và ý chí của ngài thay thế tất cả ý chí của con người.
Nền tảng cho việc sử dụng "Insha'Allah" của tín đồ Hồi giáo nằm trong hai câu kinh sau đây trong kinh Qu'ran: 
وَلَا تَقُولَنَّ لِشَاْيۡءٍ إِنِّي فَاعِلٞ ذَٰلِكَ غَدًا إِلَّآ أَن يَشَآءَ ٱللَّهُۚ وَٱذۡكُر رَّبَّكَ إِذَا نَسِيتَ وَقُلۡ عَسَىٰٓ أَن يَهۡدِيَنِ رَبِّي لِأَقۡرَبَ مِنۡ هَٰذَا رَشَدٗا
Và chớ bao giờ nói về một điều gì như sau: "Chắc chắn tôi sẽ làm điều đó ngày mai". Trừ phi (dè dặt nói:) 'Nếu Allah muốn như thế'. Và hãy niệm nhớ Thượng đế của Ngươi khi Ngươi quên và nói: "Có lẽ Thượng đế của Ta sẽ hướng dẫn tôi đến gần với Chân Lý hơn điều này."— Quran, Sura 18 (Al-Kahf), Câu 23-24